# TOKYO FANTASY
『TOKYO FANTASY SEKAI NO OWARI』（トーキョー・ファンタジー・セカイ・ノ・オワリ）は、2014年8月15日に公開された日本のバンド・SEKAI NO OWARIのドキュメンタリー映画、及びメジャー3作目（通算4作目）の映像作品。

## 内容

### 映画作品
メンバーが楽曲制作やライブのテーマとして掲げているTOKYO FANTASYを表現するために制作された初の映画作品で、『SEKAI NO OWARI ARENA TOUR 2014「炎と森のカーニバル-スターランド編-」Supported by OXY』のリハーサルや、メンバーのプライベートが撮影されたドキュメンタリー、アニメが放映された。
映画監督はフランス人のラファエル・フリードマンが務め、メンバーの「海外からの視点で自分たちを捉えてほしい」という思いと、ラファエルがSEKAI NO OWARIに興味を持ったことから実現した。映画のビジュアル写真は映画の撮影終了直後に東京都の街中で撮影された。

### 映像作品
前作『炎と森のカーニバル in 2013』から約1年ぶりの映像作品。
DVDとBlu-rayがセットになったスペシャル・エディションとDVDスタンダード・エディション、Blu-rayスタンダード・エディションの3形態で発売された。スペシャル・エディションには本編のDVDとは別にDVDが付属されており、「Exclusive cut including self-interview」と題されたメンバー個別インタビューと本編未公開メンバー自撮り映像、「Exclusive cut including interview with Director」と題されたラファエル監督によるメンバーへの未公開インタビュー映像集、「Exclusive cut including other scene」と題されたメイキングと未公開シーン映像、同年8月8日にTOHOシネマズシャンテで開催された先行舞台挨拶「Promotional Events（Premiere Screening 8/8」、映画公開を振り返っての新撮メンバーインタビュー映像が収録されている。さらに特典としてラファエル監督が映画撮影前に書き上げた初期プロットを掲載したブックレット、劇中カットを使用した20枚のポストカード、オフショットやライブシーンを収めたフォトブックレットが同梱されている。なお、フォトブックレットのみ、全盤共通特典となっている。